# Gand-Wevelgem féminin 2016
Cet article concerne la course féminine. Pour la course masculine, voir Gand-Wevelgem 2016.
La 5e édition de Gand-Wevelgem féminin a eu lieu le 27 mars 2016. C'est la quatrième épreuve de l'UCI World Tour féminin 2016.

## Présentation

### Organisation
L'épreuve est organisée par Flanders Classics.

### Parcours
- - Parcours principal
  - Circuit autour de Kemmel, parcouru une fois
 Note : Ieper est le nom néerlandais d'Ypres et Roeselare celui de Roulers

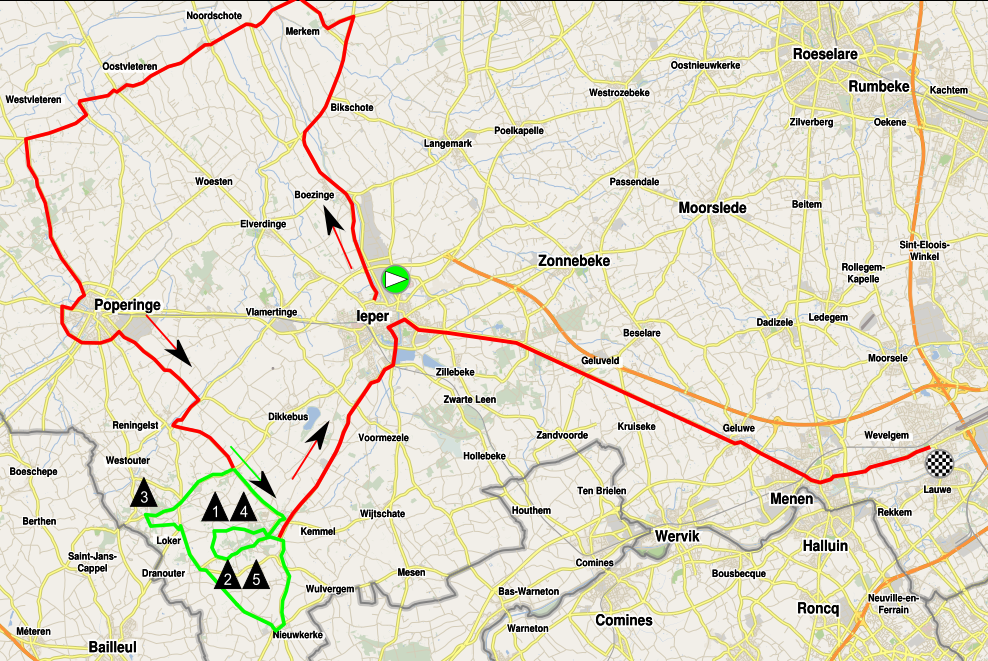
Note : Ieper est le nom néerlandais d'Ypres et Roeselare celui de Roulers

Cinq monts sont au programme de cette édition, dont certains recouverts de pavés :
| Mont | Nom                     | Km   | Revêtement | Longueur (m) | Pente moyenne | Pente maxi | Km de l'arrivée |
| ---- | ----------------------- | ---- | ---------- | ------------ | ------------- | ---------- | --------------- |
| 1    | Mont Kemmel - Belvedère | 51,1 |            |              | %             | %          | 64,2            |
| 2    | Monteberg (nl)          | 55,1 |            |              | %             | %          | 60,2            |
| 3    | Baneberg (nl)           | 68,7 |            |              | %             | %          | 46,6            |
| 4    | Mont Kemmel - Belvedère | 76,7 |            |              | %             | %          | 38,6            |
| 5    | Monteberg (nl)          | 80,7 |            |              | %             | %          | 34,6            |

### Équipes
| Équipes UCI           | Équipes UCI | Équipes UCI |
| Nom de l'équipe       | Pays        | Code        |
| --------------------- | ----------- | ----------- |
| Alé Cipollini         |             | ALE         |
| Bepink                |             | BPK         |
| Bizkaia-Durango       |             | BDP         |
| Boels Dolmans         |             | DLT         |
| BTC City Ljubljana    |             | BTC         |
| Canyon-SRAM Racing    |             | LPR         |
| Cervélo Bigla         |             | CBT         |
| Cylance               |             | CPC         |
| Hitec Products        |             | HPU         |
| Lares-Waowdeals Women |             | LWW         |
| Lensworld-Zannata     |             | LZE         |
| Liv-Plantur           |             | TLP         |

| Équipes UCI                     | Équipes UCI | Équipes UCI |
| Nom de l'équipe                 | Pays        | Code        |
| ------------------------------- | ----------- | ----------- |
| Lotto Soudal                    |             | LBL         |
| Orica-AIS                       |             | OGE         |
| Parkhotel Valkenburg            |             | PHV         |
| Poitou-Charentes.Futuroscope.86 |             | BTC         |
| Rabo Liv Women                  |             | RBW         |
| Servetto Footon                 |             | SEF         |
| Tibco-SVB                       |             | TIB         |
| Topsport Vlaanderen-Etixx       |             | VLL         |
| Twenty16-Ridebiker              |             | T16         |
| UnitedHealthcare Women's        |             | UHC         |
| Wiggle High5                    |             | WHT         |

| Sélection nationale              | Sélection nationale | Sélection nationale |
| Nom de l'équipe                  | Pays                | Code                |
| -------------------------------- | ------------------- | ------------------- |
| Sélection nationale australienne |                     |                     |

## Récit de la course

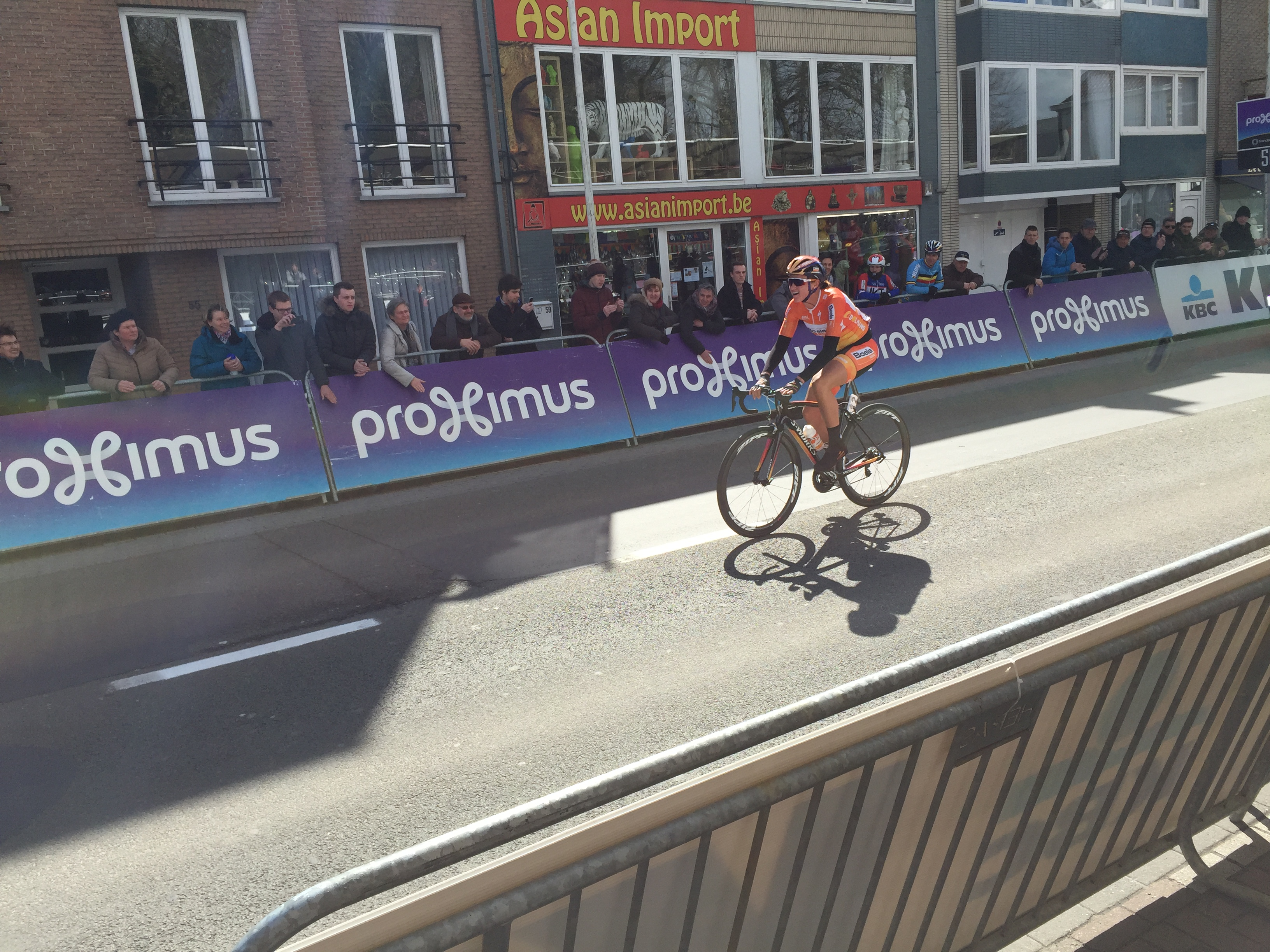
Chantal Blaak arrivant seule sur la ligne d'arrivée

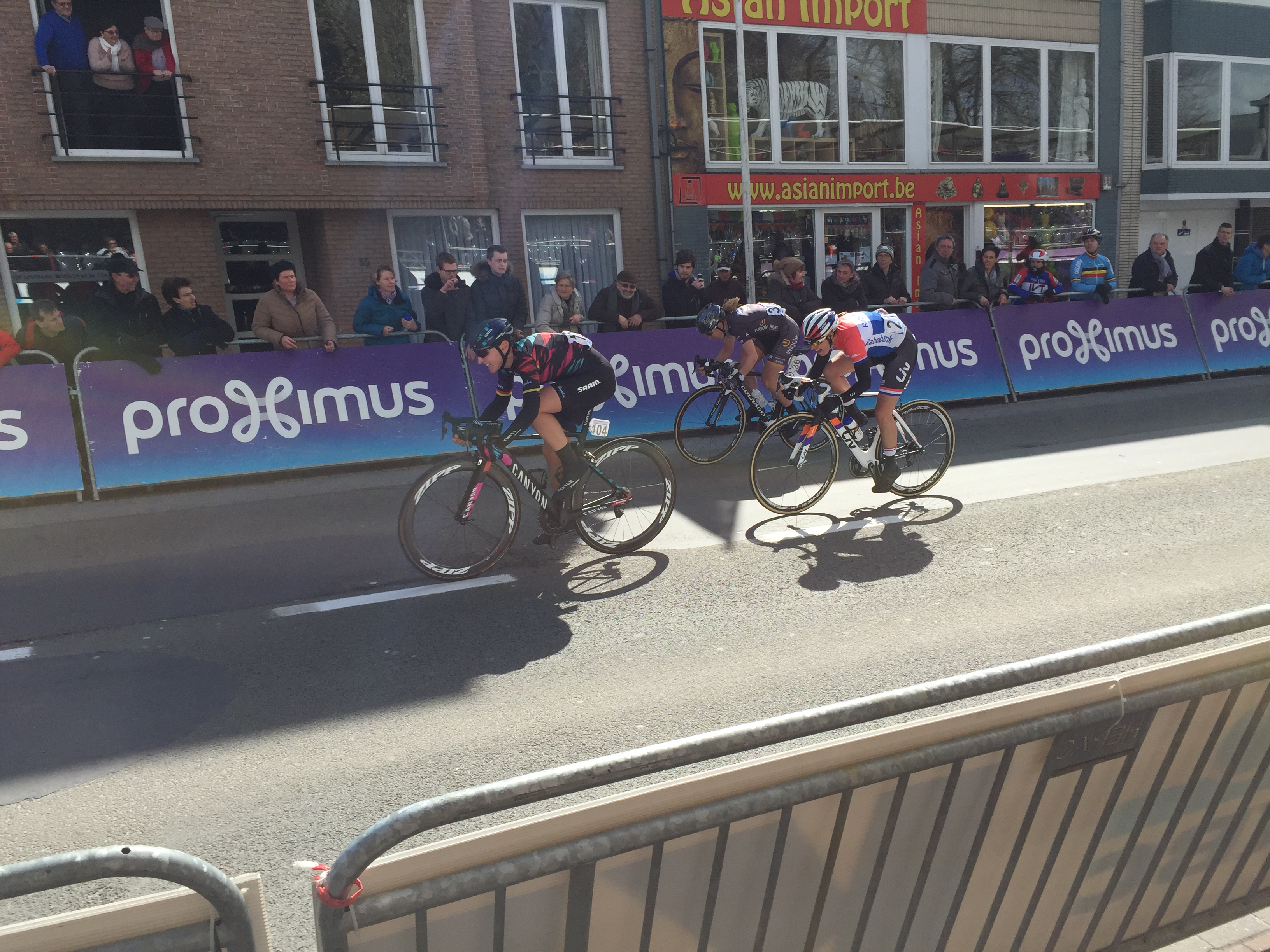
Sprint pour la deuxième place : Lisa Brennauer, Amy Pieters (arrière-plan) et Lucinda Brand (premier plan)

Le peloton se scinde en deux avant la première ascension du mont Kemmel. Celle-ci effectue une sélection, un groupe de vingt-sept coureuses se trouve en tête. L'intégralité de l'équipe Boels Dolmans y est représentée. À trente kilomètres de l'arrivée, Lizzie Armitstead attaque deux fois en suivant. Chantal Blaak contre immédiatement et crée un écart. Emma Johansson, Annemiek van Vleuten et Lisa Brennauer tentent en vain de la rejoindre. Elle gagne la course avec plus d'une minute d'avance. Lisa Brennauer gagne le sprint du peloton suivie de Lucinda Brand.

## Classements

### Classement final
| Classement final | Classement final     | Classement final | Classement final   | Classement final  |
|                  | Coureur              | Pays             | Équipe             | Temps             |
| ---------------- | -------------------- | ---------------- | ------------------ | ----------------- |
| 1er              | Chantal Blaak        | Pays-Bas         | Boels Dolmans      | en 2 h 56 min 0 s |
| 2e               | Lisa Brennauer       | Allemagne        | Canyon-SRAM Racing | +1 min 24 s       |
| 3e               | Lucinda Brand        | Pays-Bas         | Rabo Liv Women     | +1 min 24 s       |
| 4e               | Amy Pieters          | Pays-Bas         | Wiggle High5       | +1 min 24 s       |
| 5e               | Carmen Small         | États-Unis       | Cervélo Bigla      | +1 min 24 s       |
| 6e               | Annemiek Van Vleuten | Pays-Bas         | Orica-AIS          | +1 min 24 s       |
| 7e               | Leah Kirchmann       | Canada           | Liv-Plantur        | +1 min 24 s       |
| 8e               | Ellen van Dijk       | Pays-Bas         | Boels Dolmans      | +1 min 24 s       |
| 9e               | Emma Johansson       | Suède            | Wiggle High5       | +1 min 27 s       |
| 10e              | Romy Kasper          | Allemagne        | Boels Dolmans      | +1 min 32 s       |
| modifier         |                      |                  |                    |                   |

### UCI World Tour
| Position           | 1er | 2e  | 3e | 4e | 5e | 6e | 7e | 8e | 9e | 10e | 11e | 12e | 13e | 14e | 15e | 16e | 17e | 18e | 19e | 20e |
| Classement général | 120 | 100 | 85 | 70 | 60 | 50 | 40 | 35 | 30 | 25  | 20  | 18  | 16  | 14  | 12  | 10  | 8   | 6   | 4   | 2   |

## Liste des participantes
| Légende | Légende                                                                    | Légende | Légende                                                    |
| ------- | -------------------------------------------------------------------------- | ------- | ---------------------------------------------------------- |
| Num     | Dossard de départ porté par le coureur sur ce Gand-Wevelgem                | Pos     | Position à l'arrivée de la course                          |
|         | Indique un maillot de champion national ou mondial, suivi de sa spécialité | NP      | Indique un coureur qui n'a pas pris le départ de la course |
| AB      | Indique un coureur qui n'a pas terminé la course                           | HD      | Indique un coureur qui a terminé la course hors des délais |

| Liv-Plantur TLP                     | Liv-Plantur TLP        | Liv-Plantur TLP |
| ----------------------------------- | ---------------------- | --------------- |
| Num                                 | Coureur                | Pos             |
| 1                                   | Floortje Mackaij (NED) | 26e             |
| 2                                   | Leah Kirchmann (CAN )  | 7e              |
| 3                                   | Sara Mustonen (SWE )   | 63e             |
| 4                                   | Julia Soek (NED )      | AB              |
| 5                                   | Kyara Stijns (NED )    | AB              |
| 6                                   | Riejanne Markus (NED ) | AB              |
| Directeur sportif : Hans Timmermans |                        |                 |

| Boels Dolmans DLT              | Boels Dolmans DLT                  | Boels Dolmans DLT |
| ------------------------------ | ---------------------------------- | ----------------- |
| Num                            | Coureur                            | Pos               |
| 11                             | Elizabeth Armitstead (GBR) (route) | 17e               |
| 12                             | Chantal Blaak (NED)                | 1re               |
| 13                             | Ellen van Dijk (NED)               | 8e                |
| 14                             | Megan Guarnier (USA) (route)       | 11e               |
| 15                             | Christine Majerus (LUX) (route)    | 21e               |
| 16                             | Romy Kasper (GER )                 | 10e               |
| Directeur sportif : Danny Stam |                                    |                   |

| Rabo Liv Women RBW                  | Rabo Liv Women RBW          | Rabo Liv Women RBW |
| ----------------------------------- | --------------------------- | ------------------ |
| Num                                 | Coureur                     | Pos                |
| 21                                  | Lucinda Brand (NED) (route) | 3e                 |
| 22                                  | Thalita de Jong (NED)       | 46e                |
| 23                                  | Roxane Knetemann (NED)      | 52e                |
| 24                                  | Jeanne Korevaar (NED)       | 29e                |
| 25                                  | Anouska Koster (NED)        | 27e                |
| 26                                  | Moniek Tenniglo (NED)       | 38e                |
| Directeur sportif : Koos Moerenhout |                             |                    |

| Wiggle High5 WHT                    | Wiggle High5 WHT             | Wiggle High5 WHT |
| ----------------------------------- | ---------------------------- | ---------------- |
| Num                                 | Coureur                      | Pos              |
| 31                                  | Jolien D'Hoore (BEL) (route) | 18e              |
| 32                                  | Chloe Hosking (AUS)          | 30e              |
| 33                                  | Emma Johansson (SWE) (route) | 9e               |
| 34                                  | Danielle King (GBR)          | 78e              |
| 35                                  | Elisa Longo Borghini (ITA )  | 15e              |
| 36                                  | Amy Pieters (NED)            | 4e               |
| Directeur sportif : Egon van Kessel |                              |                  |

| Orica-AIS OGE                  | Orica-AIS OGE               | Orica-AIS OGE |
| ------------------------------ | --------------------------- | ------------- |
| Num                            | Coureur                     | Pos           |
| 41                             | Annemiek Van Vleuten (NED)  | 6e            |
| 42                             | Gracie Elvin (AUS)          | 19e           |
| 43                             | Loren Rowney (AUS)          | 47e           |
| 44                             | Sarah Roy (AUS)             | 14e           |
| 45                             | Lizzie Williams (AUS)       | 32e           |
| 46                             | Amanda Spratt (AUS) (route) | 24e           |
| Directeur sportif : Gene Bates |                             |               |

| Lotto Soudal LBL                     | Lotto Soudal LBL       | Lotto Soudal LBL |
| ------------------------------------ | ---------------------- | ---------------- |
| Num                                  | Coureur                | Pos              |
| 51                                   | Lotte Kopecky (BEL)    | 35e              |
| 52                                   | Lieselot Decroix (BEL) | 51e              |
| 53                                   | Sofie De Vuyst (BEL)   | 69e              |
| 54                                   | Susanna Zorzi (ITA)    | 87e              |
| 55                                   | Jessie Daams (BEL)     | AB               |
| 56                                   | Willeke Knol (GER)     | AB               |
| Directeur sportif : Dany Schoonbaert |                        |                  |

| Hitec Products HPU               | Hitec Products HPU           | Hitec Products HPU |
| -------------------------------- | ---------------------------- | ------------------ |
| Num                              | Coureur                      | Pos                |
| 61                               | Cecilie Gotaas Johnsen (NOR) | AB                 |
| 62                               | Tatiana Guderzo (ITA)        | 88e                |
| 63                               | Emilie Moberg (NOR)          | 50e                |
| 64                               | Lauren Kitchen ( AUS)        | 34e                |
| 65                               | Vita Heine (NOR)             | 77e                |
| 66                               | Charlotte Becker (GER)       | AB                 |
| Directeur sportif : Bart Lismont |                              |                    |

| Servetto Footon SEF               | Servetto Footon SEF      | Servetto Footon SEF |
| --------------------------------- | ------------------------ | ------------------- |
| Num                               | Coureur                  | Pos                 |
| 71                                | Jolanda Neff (SUI)       | 13e                 |
| 72                                | Nicole Brändli (SUI)     | AB                  |
| 73                                | Molly Meyvisch (BEL)     | AB                  |
| 74                                | Abby-Mae Parkinson (GBR) | 75e                 |
| 75                                | Anna Potokina (RUS)      | AB                  |
| 76                                | Katia Ragusa (ITA)       | 74e                 |
| Directeur sportif : Dario Rossino |                          |                     |

| Alé Cipollini ALE                        | Alé Cipollini ALE         | Alé Cipollini ALE |
| ---------------------------------------- | ------------------------- | ----------------- |
| Num                                      | Coureur                   | Pos               |
| 81                                       | Anna Trevisi (ITA)        | AB                |
| 82                                       | Martina Alzini (ITA)      | AB                |
| 83                                       | Marta Bastianelli (ITA)   | 64e               |
| 84                                       | Małgorzata Jasińska (POL) | 25e               |
| 85                                       | Marta Tagliaferro (ITA)   | 65e               |
| 86                                       | Emilia Fahlin (SWE)       | AB                |
| Directeur sportif : Fortunato Lacquaniti |                           |                   |

| Cylance CPC                        | Cylance CPC                 | Cylance CPC |
| ---------------------------------- | --------------------------- | ----------- |
| Num                                | Coureur                     | Pos         |
| 91                                 | Shelley Olds (USA )         | AB          |
| 92                                 | Valentina Scandolara (ITA ) | AB          |
| 93                                 | Rossella Ratto (ITA )       | 83e         |
| 94                                 | Rachele Barbieri (ITA )     | AB          |
| 95                                 | Sheyla Gutierrez Ruiz (ESP) | AB          |
| 96                                 | Alison Tetrick (USA)        | 84e         |
| Directeur sportif : Manel Lacambra |                             |             |

| Canyon-SRAM Racing LPR          | Canyon-SRAM Racing LPR         | Canyon-SRAM Racing LPR |
| ------------------------------- | ------------------------------ | ---------------------- |
| Num                             | Coureur                        | Pos                    |
| 101                             | Alena Amialiusik (BLR) (route) | 45e                    |
| 102                             | Tiffany Cromwell (AUS )        | 39e                    |
| 103                             | Elena Cecchini (ITA) (route)   | 12e                    |
| 104                             | Lisa Brennauer (GER)           | 2e                     |
| 105                             | Alexis Ryan (USA )             | 28e                    |
| 106                             | Barbara Guarischi (ITA)        | NP                     |
| Directeur sportif : Ronny Lauke |                                |                        |

| Lensworld-Zannata-Etixx LZE             | Lensworld-Zannata-Etixx LZE     | Lensworld-Zannata-Etixx LZE |
| --------------------------------------- | ------------------------------- | --------------------------- |
| Num                                     | Coureur                         | Pos                         |
| 111                                     | Maria Giulia Confalonieri (ITA) | 23e                         |
| 112                                     | Annelies Dom (BEL)              | AB                          |
| 113                                     | Winanda Spoor (NED)             | AB                          |
| 114                                     | Kaat Hannes (BEL)               | 81e                         |
| 115                                     | Nina Kessler (NED)              | 60e                         |
| 116                                     | Kaat Van der Meulen (BEL)       | AB                          |
| Directeur sportif : Heidi Van De Vijver |                                 |                             |

| Lares-Waowdeals Women LWW       | Lares-Waowdeals Women LWW | Lares-Waowdeals Women LWW |
| ------------------------------- | ------------------------- | ------------------------- |
| Num                             | Coureur                   | Pos                       |
| 121                             | Monique van de Ree (NED)  | AB                        |
| 122                             | Eileen Roe (GBR)          | 33e                       |
| 123                             | Sarah Rijkes (AUT)        | AB                        |
| 124                             | Lotte van Hoek (NED)      | AB                        |
| 125                             | Jesse Vandenbulcke (BEL)  | AB                        |
| 126                             | Sarah Inghelbrecht (BEL)  | AB                        |
| Directeur sportif : Marc Bracke |                           |                           |

| Topsport Vlaanderen-Etixx VLL    | Topsport Vlaanderen-Etixx VLL | Topsport Vlaanderen-Etixx VLL |
| -------------------------------- | ----------------------------- | ----------------------------- |
| Num                              | Coureur                       | Pos                           |
| 131                              | Kelly Druyts (BEL)            | 42e                           |
| 132                              | Gilke Croket (BEL)            | AB                            |
| 133                              | Jessy Druyts (BEL)            | AB                            |
| 134                              | Kelly Van den Steen (BEL)     | 72e                           |
| 135                              | Valerie Demey (BEL)           | 53e                           |
| 136                              | Ann-Sofie Duyck (BEL)         | 59e                           |
| Directeur sportif : Dayv Wijnant |                               |                               |

| Bepink BPK                      | Bepink BPK              | Bepink BPK |
| ------------------------------- | ----------------------- | ---------- |
| Num                             | Coureur                 | Pos        |
| 141                             | Olga Zabelinskaya (RUS) | 16e        |
| 142                             | Lenore Pipes (GUM)      | AB         |
| 143                             | Silvia Valsecchi (ITA)  | 62e        |
| 144                             | Lex Albrecht (CAN)      | AB         |
| 146                             | Tereza Medvedová (SVK)  | AB         |
| 145                             | Ilaria Sanguineti (ITA) | 89e        |
| Directeur sportif : Walter Zini |                         |            |

| Bizkaia - Durango BPD              | Bizkaia - Durango BPD          | Bizkaia - Durango BPD |
| ---------------------------------- | ------------------------------ | --------------------- |
| Num                                | Coureur                        | Pos                   |
| 151                                | Coral Casado (ESP)             | AB                    |
| 152                                | Roos Hoogeboom (NED)           | AB                    |
| 153                                | Lierni Lekuona Etxebeste (ESP) | AB                    |
| 154                                | Lourdes Oyarbide Jimenez (ESP) | AB                    |
| 155                                | Irati Idirin (ESP)             | AB                    |
| 156                                | Olga Shekel (UKR)              | AB                    |
| Directeur sportif : Denis Gonzales |                                |                       |

| BTC City Ljubljana BTC           | BTC City Ljubljana BTC        | BTC City Ljubljana BTC |
| -------------------------------- | ----------------------------- | ---------------------- |
| Num                              | Coureur                       | Pos                    |
| 161                              | Eugenia Bujak (POL) (route)   | 31e                    |
| 162                              | Anna Plichta (SLO)            | 71e                    |
| 163                              | Polona Batagelj (SLO) (route) | AB                     |
| 164                              | Mia Radotic (CRO) (route)     | AB                     |
| 165                              | Jelena Eric (SRB)             | 68e                    |
| 166                              | Ursa Pintar (SLO)             | AB                     |
| Directeur sportif : Gorazd Penko |                               |                        |

| Cervélo Bigla CBT                  | Cervélo Bigla CBT                | Cervélo Bigla CBT |
| ---------------------------------- | -------------------------------- | ----------------- |
| Num                                | Coureur                          | Pos               |
| 171                                | Ashleigh Moolman-Pasio (RSA)     | 44e               |
| 172                                | Carmen Small (USA)               | 5e                |
| 173                                | Lotta Lepistö (FIN) (route)      | 20e               |
| 174                                | Joëlle Numainville (CAN) (route) | 22e               |
| 175                                | Clara Koppenburg (GER)           | 73e               |
| 176                                | Nicole Hanselmann (SUI)          | AB                |
| Directeur sportif : Thomas Campana |                                  |                   |

| Parkhotel Valkenburg PHV        | Parkhotel Valkenburg PHV | Parkhotel Valkenburg PHV |
| ------------------------------- | ------------------------ | ------------------------ |
| Num                             | Coureur                  | Pos                      |
| 181                             | Jip van den Bos (NED)    | 40e                      |
| 182                             | Chanela Stougje (NED)    | 36e                      |
| 183                             | Janneke Ensing (NED)     | 48e                      |
| 184                             | Hanna Solovey (UKR)      | 67e                      |
| 185                             | Esra Tromp (NED)         | 66e                      |
| 186                             | Natalie van Gogh (NED)   | 56e                      |
| Directeur sportif : Raymond Rol |                          |                          |

| Poitou Charentes Futuroscope 86 FUT | Poitou Charentes Futuroscope 86 FUT | Poitou Charentes Futuroscope 86 FUT |
| ----------------------------------- | ----------------------------------- | ----------------------------------- |
| Num                                 | Coureur                             | Pos                                 |
| 191                                 | Roxane Fournier (FRA)               | AB                                  |
| 192                                 | Pascale Jeuland (FRA)               | NP                                  |
| 193                                 | Eugénie Duval (FRA)                 | NP                                  |
| 194                                 | Aude Biannic (FRA)                  | AB                                  |
| 195                                 | Coralie Demay (FRA)                 | AB                                  |
| 196                                 | Victorie Guilman (FRA)              | AB                                  |
| Directeur sportif : Nicolas Marche  |                                     |                                     |

| Tibco-SVB TIB                     | Tibco-SVB TIB            | Tibco-SVB TIB |
| --------------------------------- | ------------------------ | ------------- |
| Num                               | Coureur                  | Pos           |
| 201                               | Lauren Hall (USA)        | AB            |
| 202                               | Emily Colins (USA)       | AB            |
| 203                               | Joanne Kiesanowski (NZL) | 373e          |
| 204                               | Lauren Komanski (USA)    | 85e           |
| 205                               | Lauren Stephens (USA)    | 54e           |
| 206                               | Brianna Walle (USA)      | 55e           |
| Directeur sportif : Edward Beamon |                          |               |

| Twenty16-Ridebiker T16          | Twenty16-Ridebiker T16      | Twenty16-Ridebiker T16 |
| ------------------------------- | --------------------------- | ---------------------- |
| Num                             | Coureur                     | Pos                    |
| 211                             | Alison Jackson (USA)        | 57e                    |
| 212                             | Allie Dragoo (USA)          | 43e                    |
| 213                             | Leah Thomas (USA)           | 79e                    |
| 214                             | Jessica Cerra (USA)         | 82e                    |
| 215                             | Kaitlin Antonneau (USA)     | 80e                    |
| 216                             | Sofia Arreola Navarro (MEX) | 76e                    |
| Directeur sportif : Mari Holden |                             |                        |

| UnitedHealthcare Women's UHC    | UnitedHealthcare Women's UHC | UnitedHealthcare Women's UHC |
| ------------------------------- | ---------------------------- | ---------------------------- |
| Num                             | Coureur                      | Pos                          |
| 221                             | Coryn Rivera (USA )          | 41e                          |
| 222                             | Iris Slappendel (NED)        | 61e                          |
| 223                             | Linda Villumsen (NZL )       | 49e                          |
| 224                             | Hayley Simmonds (GBR )       | AB                           |
| 225                             | Annie Ewart (CAN)            | AB                           |
| 226                             | Diana Penuela Martinez (COL) | 70e                          |
| Directeur sportif : Rachel Heal |                              |                              |

| Australie                         | Australie              | Australie |
| --------------------------------- | ---------------------- | --------- |
| Num                               | Coureur                | Pos       |
| 231                               | Kimberley Wells (AUS ) | NP        |
| 232                               | Shannon Malseed (AUS ) | AB        |
| 233                               | Jenelle Crooks (AUS )  | AB        |
| 234                               | Louisa Lobigs (AUS )   | 86e       |
| 235                               | Erin Kinnealy (AUS )   | AB        |
| 236                               | Jessica Allen (AUS )   | AB        |
| Directeur sportif : Wayne Nichols |                        |           |

Source,.